# Dinko Felić
Dinko Felić (Bihać, 10 novembre 1983) è un calciatore norvegese, attaccante del Malmslätts AIK.

## Carriera

### Club
Felić ha giocato nel Kongsvinger dal 2002 al 2003. Ha debuttato in squadra, all'epoca militante nella 2. divisjon, il 4 maggio 2002, quando ha sostituito Hai Ngoc Tran nella sconfitta per 4-0 contro il Fredrikstad. Il 14 settembre dello stesso anno, ha segnato la prima rete sancendo il successo per 0-1 sul campo dell'Ullensaker/Kisa.
Successivamente, ha vestito la maglia dell'Enköpings SK e del Syrianska. Con quest'ultimo club, ha esordito nell'Allsvenskan il 3 aprile 2011, sostituendo Sharbel Touma nel pareggio per 1-1 contro il Gefle. La lunga parentesi in giallorosso si è chiusa soltanto al termine del campionato di Superettan 2015.
Il 1º marzo 2016 è stato reso noto il suo passaggio alla squadra dilettantistica del Linköping City, militante nella quarta serie nazionale. Alle due stagioni con il Linköping City ne è seguita una, sempre in quarta serie, con l'AFK Linköping, poi ha disputato il campionato nazionale di futsal 2018-2019 con la maglia del KFUM Linköping.
Nel 2020 è tornato a giocare a calcio a 11, ingaggiato dal Malmslätts AIK nella quinta serie svedese.